# 公卿
公卿是指公家和基於日本律令規定的太政官當中之最高幹部職位，即太政大臣、左大臣、右大臣、大納言、中納言、参議（或從三位以上（非参議））等高官（總稱議政官）。平安時代起稱為公卿。

## 概說
日本之律令制以中國律令制度為本。而中國制度中高官總稱為三公九卿。太政大臣、左大臣、右大臣稱為「公」、三位以上的貴人和参議官稱為「卿」、兩者總合以公卿稱之。公卿地位的提升毎年皆記載於『公卿補任』上。三位以上又別名、星之位、上達部、雲上人。

### 武家之公卿
平安時代末期平氏政權確立、平清盛任太政大臣打開了武家任職公卿之路。鎌倉時代源賴朝為權大納言、源實朝為右大臣、征夷大將軍亦具有公卿身份的這一傳統誕生。
足利將軍家亦沿襲、代代皆登公卿之位。特別是足利義滿為太政大臣。
戰國時代對各地武家的官位濫授使從三位以上者增加。當中大内義隆登上從二位。此時代自稱為公卿官職亦有姊小路良賴、姊小路賴綱父子、齋藤利親等。另一方面、持公卿身分的公家土佐一条氏、北畠氏等亦戰國大名化。
織田信長掌握中央政權、占大納言、右大臣等公卿地位。但在家臣和一門中位居公卿的只限其嫡子信忠而已。
豐臣秀吉為統制諸大名、利用官位之秩序。自占公卿最高位的關白太政大臣地位、諸大名則給予大納言和中納言等公卿地位。因此公家的公卿就任者激減。
關原之戰後德川家康霸權開始、家康實行公卿制度之再構築。公家與武家的官位分離、武家官位於柳營補任掲載。抑制將軍以外之官位、江戶時代中期以後、位居公卿地位的武家基本只有德川將軍家一門和御三家與御三卿等、其他大名則只有前田氏。

### 公卿之消滅
慶應3年12月9日（1868年1月3日）、王政復古之大號令把官位制度改革。慶應4年閏4月21日（1868年6月11日）發表政體書、明治時代的太政官制度開始。設太政大臣、左大臣、右大臣、参議、亦於公卿補任掲載。明治18年（1885年）12月22日開始内閣制度、太政大臣、左右大臣、参議被廢止。其後變為内大臣的形式存在、不再使用公卿之名。舊公卿們之子孫成為華族。